# Пойер, Альф

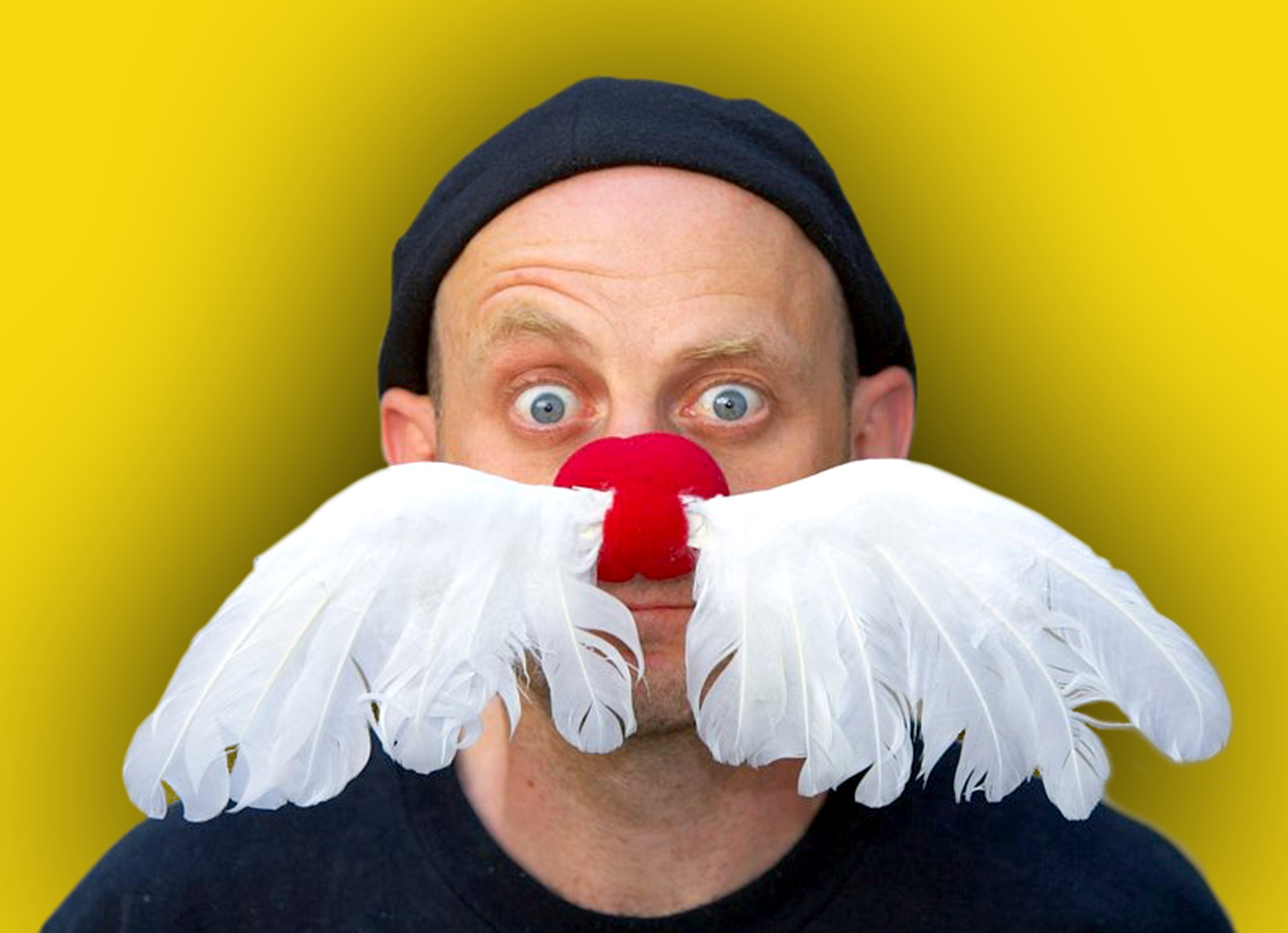
Альф Пойер в образе

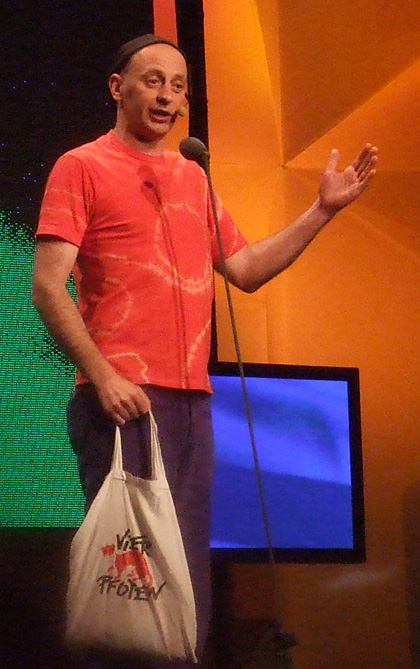
Концерт Альфа Пойера в Вене

Альфред (Альф) Пойер (нем. Alf Poier, родился 22 февраля 1967 в Юденбурге) — австрийский певец и комик, участник «Евровидения 2003» от Австрии (6-е место).

## Биография
Альф Пойер окончил народную школу в Санкт-Петер-об-Юденбург и коммерческое училище в Юденбурге с отличием в 1987 году. До 1995 года занимался самой разнообразной работой: увлекаясь лёгкой атлетикой, Пойер даже участвовал в чемпионате мира по горному бегу 1988 года в английском городе Кесвик (Кембрия) в дистанции на 10 км и финишировал 21-м из 50 участников; также ему пришлось работать сторожем, трубочистом, секретарём в приёмной, продавцом и журналистом. По собственному утверждению, в течение 10 лет он не понимал, почему смысл жизни заключается в ежедневном времяпрепровождении перед компьютером по 8 часов. Долгое время Альф жил уединённо, много времени проводил в пещере и читал книги по психологии и мистике. С его точки зрения, многочисленные знания, накопленные человечеством, фактически становились его же бичом.
В 1995 году Пойер как начинающий комик был номинирован на премию в области прикладного искусства «Грацская птица» и занял 2-е место. В августе 1996 года им была представлена его первая концертная программа «Himmel, Arsch & Gartenzwerg» (с нем. — «Небо, задница и садовый гном»). После гастролей с этой программой Пойер был удостоен премии «Зальцбургский телец» в области прикладного искусства. В 1999 году он выступил со своей новой программой «Zen» (с нем. — «Дзен»), за которую был удостоен ряда наград, а затем выпустил программу «Mitsubischi». 5 октября 2005 состоялся его концерт «Kill Eulenspiegel» (с нем. — «Убить Уленшпигеля»), также известный как «Kill Till» (с нем. — «Убить Тилля», аллюзия на фильм «Убить Билла»). В феврале 2005 года была издана его книга «Mein K(r)ampf» (с нем. — «Моя судорогоборьба»).
Осенью 2008 года он снимается в комедийном сериале «Мир Альфа» (нем. Alfs Welt), а в сентябре открывает в Эггендорфе его собственный музей «Послание за сознательность, дерьмо и искусство» (нем. Botschaft für Bewusstsein, Scheißdreck und Kunst) и гастролирует с программой «Satsang» (с нем. — «Сатсанг») по Австрии, Швейцарии и Баварии. 1 апреля 2010 Пойер выступает с музыкальной программой «This Isn't It» (с англ. — «Нет, это не всё») в Вене, название которой является противопоставлением названию документального фильма о Майкле Джексоне «Майкл Джексон: Вот и всё». Тогда же на гастролях создаётся группа Пойера «Die Obersteirische Wolfshilfe» (с нем. — «Всештирийская доброволчья помощь»), в которой выступают Ленни Диксон (ударные), Вольфганг Лааб (гитара), Марко Вайксельбраун (клавишные) и Ганс Штайф (бас-гитара). В декабре того же года Альф выступает на 19-м фестивале юмора Arosa.
В 2012 году Пойер выступает с программой «Backstage» (с англ. — «Закулисье»), рассказывая о закулисной жизни, и его программа была отмечена премией Венского Орфея осенью 2012 года. В июне 2014 года завершается сотрудничество Пойера с его давним другом Рене Берто. Берто обосновал это тем, что с ним сотрудничала и Кончита Вурст, и это вызвало сильные возмущения Пойера, который даже резко высказался по этому поводу. К 20-летию своей концертной деятельности в музее Банка Австрии была организована выставка работ Пойера, тогда же была издана его книга «123 Meisterwerke» (нем. 123 шедевра).

## Участие в Евровидении
В 2003 году Альф Пойер поехал на конкурс песни Евровидение, проходивший в Латвии, с песней «Weil der Mensch zählt» (с нем. — «Человек — мерило всех вещей»). Пойер не называл себя фаворитом конкурса, поскольку не ставил своей целью вообще побеждать. С собственных слов, Пойер хотел просто сказать всё, что он думает о «Евровидении» и европейской интеграции в целом, и поставить символическую пощёчину Европе. Ради этого он стал распространять провокационные листовки, и латышские организаторы даже всерьёз забеспокоились по поводу возможного поведения комика на сцене. Его песня под названием «Weil der Mensch zählt» была названа гимном индивидуализма и протестом против коллективизма, а сам Пойер посвящал эту песню «животным, живущим в грязи, созданной человеком». В итоге Альф занял 6-е место, чего не удавалось Австрии с 1989 года: его выступление очень хорошо оценили не только телезрители, но и зрители в зале. Песня была исполнена в стиле поп-пародии, а Пойер получил по 10 баллов от Исландии и Португалии. Ирландия, которая рассчитывала дать ему 12 баллов, из-за технических проблем вынуждена была пожертвовать телезрительским голосованием и позвать на помощь жюри, которое вообще не оценило Пойера.
В феврале 2005 года решил во второй раз выступить на конкурсе, взяв песню «Good Old Europe Is Dying» (с англ. — «Старая добрая Европа умирает»), однако запутанная система телеголосования привела к тому, что на 4 пункта Пойера опередила австрийская группа Global Kryner. Зрители раскритиковали систему голосования, в которой вещательная компания ORF отдельно считала телефонные звонки и отдельно СМС-сообщения, а каждый регион мог дать одинаковое количество баллов вне зависимости от населения. Вместе все принятые телефонные звонки и СМС-сообщения составили примерно одну десятую от населения страны. Пойер получил 106 тысяч звонков и сообщений в свою поддержку против 60 тысяч у группы Global Kryner. Подобную систему голосования ввели за несколько дней до финального отборочного этапа, и ряд зрителей обвинил организаторов в умышленной попытке не допустить Пойера с подобной провокационной песней (ещё до этого Пойеру пришлось переписывать песню из-за содержащейся непристойной лексики).
На своём официальном сайте Альф Пойер, однако, поблагодарил фанатов за поддержку.
В 2006 году Пойер был номинирован на премию Amadeus Austrian Music Award, а осенью 2010 года в третий раз подал заявку на участие в Евровидении-2011 с песней «Happy Song» (с англ. — «Счастливая песня»), но не преодолел отборочный раунд.

### Скандалы
- В своей песне «Good Old Europe Is Dying» Пойер затронул тему падения христианской западной культуры, упомянув о появлении моэдзина в Риме. Пойера, называвшего себя «последним рыцарем» и выступавшего с флагом и ружьём, обвинили в расизме и исламофобии, а на радиостанции FM4 ведущий Мартин Блуменау и вовсе не поленился назвать того идиотом. Пойеру пришлось переписать текст[13].
- В мае 2014 года Альф Пойер высказался резко в адрес своего соотечественника Томаса Нойвирта, известного как Кончита Вурст: Нойвирт победил на Евровидении-2014, что вызвало неоднозначную реакцию в мире. Среди высказываний Пойера выделялись «искусственно выведенный монстр» (нем. künstlich hochgezüchtetes Monster) и «сголубивший(ее)ся романтическое существо» (нем. verschwulte[r] Zumpferl-Romantik). Более того, Пойер потребовал от Нойвирта определиться со своим гендерным происхождением или идти к психиатру, а не на музыкальный фестиваль[14][15]. За комика перед озлобившейся прессой заступился политик Хайнц-Кристиан Штрахе из Австрийской партии свободы[16][17], но тот сам потом принёс извинения за раздутую формулировку[18].

## Музей
8 сентября 2008 Пойер открыл собственный музей «Послание осознанию, отбросам и искусству» (нем. Botschaft für Bewusstsein, Scheißdreck und Kunst) в доме в Эггендорфе. Пойер выставил там свои картины и различные экспонаты: электрический стул (в значении «кал»), «карнавальный карп» и Мадонну с раздвинутыми ногами. В своей программе «Satsang» Пойер рассказывал о своём музее. В середине октября 2009 года дом был закрыт, а с 6 июня 2010 продан.

## Достижения
- Премия «Зальцбургский бык» (1998) — категория «лучший австрийский начинающий комик»
- Немецкая премия в области прикладного искусства (2000) — категория «кабаре»
- Премия «Пантеон» (2000) — категория «скороспелый и испорченный» (по версии жюри)
- Немецкая премия в области комедии (2000) — категория «лучший дебют»
- Австрийская премия юмора «Карл» (2000) — гран-при за программу «Мицубиси»
- Ибсский шут (2009), город Ибс-ан-дер-Донау
- Австрийская премия юмора (2013) — золотой DVD-диск с программой «Kill Eulenspiegel»[20].

## Книги
- Alf Poier, 123 Meisterwerke, Seifert Verlag 2015, ISBN 978-3-902924-41-4
- Alf Poier, Mein Krampf. Ein geistiges Sterbebuch, Genie&Wahnsinn 2005, ISBN 3-200-00286-7
- Dr. Günter Heidinger, Alf Poiers Vorwort in Zen-Running – Sport als Lebensphilosophie. Kneipp Verlag 2008, ISBN 978-3-7088-0448-4.
- Genro Laoshi, Alf Poiers Vorwort in ZEN-sucht nach dem Wanderer. Top Team 2005, ISBN 3-200-00384-7.

## Дискография
- 1996: Himmel, Arsch & Gartenzwerg (Album-CD, Alf Poier und die obersteirische Wolfshilfe)
- 2001: Zen (Album-CD)
- 2003: Weil der Mensch zählt (Single-CD)
- 2003: Alf singt die schönsten Lieder mit Band (Album-CD)
- 2003: Mitsubischi (DVD, Neuerscheinung 2008)
- 2005: Good Old Europe Is Dying (Single-CD)
- 2005: Lustige Lieder der Traurigkeit und Not (Album-CD)
- 2007: Zen (DVD)
- 2007: Kill Eulenspiegel (DVD)
- 2009: Satsang (DVD)
- 2010: This Isn’t It (Album-CD, live)
- 2011: Happy Song (Download-Single, Alf Poier & Die Obersteirische Wolfshilfe)
- 2012: Oid & fett (Download-Single)